# كابل ماوار (أنغلزي)
كابل ماوار (بالإنجليزية: Capel Mawr, Llangristiolus)‏ هي منطقة سكنية تقع في ويلز في أنغلزي.